# Mario Suárez (Fußballspieler)
Mario Suárez Mata (* 24. Februar 1987 in Alcobendas, Madrid) ist ein spanischer ehemaliger Fußballspieler.

## Karriere
Mario Suárez stammt aus der Jugend von Atlético Madrid. Über die zweite Mannschaft gelang ihm in der Spielzeit 2004/05 der Sprung in die erste Mannschaft und er erhielt einen Profivertrag. Nach vier Kurzeinsätzen bei den Profis wurde er im darauffolgenden Jahr an Real Valladolid ausgeliehen. Mit seinem neuen Team gelang ihm als Tabellenerster der Aufstieg in die Primera División. Da Atlético Madrid für die Saison 2007/08 einige Neuzugänge für das Mittelfeld präsentierte, wurde er an Celta Vigo ausgeliehen, bei denen er im ersten Anlauf eine wichtige Rolle spielte. Im Sommer 2008 wechselte Mario Suárez schließlich zum spanischen Erstligisten RCD Mallorca. Die Saisons 2010/11 bis 2014/15 spielte er wieder für seinen Jugendverein Atlético Madrid, mit dem er 2012 die UEFA Europa League und 2013 den spanischen Vereinspokal gewann.
Zur Saison 2015/16 wechselte Suárez im Tausch mit Stefan Savić in die italienische Serie A zur AC Florenz. Nach einem halben Jahr schloss er sich dem FC Watford in der Premier League an. Im Sommer 2016 wurde er für eine Saison an den FC Valencia verliehen. Im Anschluss wechselte er nach China zu Guizhou Hengfeng. Seit 2019 spielt er wieder in Europa bei Rayo Vallecano.

## Titel und Erfolge
- Spanischer Meister: 2014
- Spanischer Pokalsieger: 2013
- Europa-League-Sieger: 2012
- Spanischer Superpokalsieger: 2014